# Lithadia obliqua
Lithadia obliqua is een krabbensoort uit de familie van de Leucosiidae. De wetenschappelijke naam van de soort is voor het eerst geldig gepubliceerd in 1973 door Coelho.